# Triathlon ai XVIII Giochi del Commonwealth
La seconda edizione di triathlon ai Giochi del Commonwealth si è svolta nel 2006 a Melbourne, Australia, all'interno della diciottesima (XVIII) edizione dei Giochi del Commonwealth .
Tra gli uomini ha vinto l'australiano Bradley Kahlefeldt . Tra le donne ha trionfato l'australiana Emma Snowsill .

## Risultati

### Élite uomini
| Pos. | Nome                 | Paese             | Totale (h) |
| ---- | -------------------- | ----------------- | ---------- |
|      | Bradley Kahlefeldt   | Australia         | 1:49:16    |
|      | Bevan Docherty       | Nuova Zelanda     | 1:49:26    |
|      | Peter Robertson      | Australia         | 1:49:32    |
| 4    | Tim Don              | Inghilterra       | 1:49:38    |
| 5    | Kris Gemmell         | Nuova Zelanda     | 1:50:10    |
| 6    | Hamish Carter        | Nuova Zelanda     | 1:50:35    |
| 7    | William Clarke       | Inghilterra       | 1:50:42    |
| 8    | Paul Tichelaar       | Canada            | 1:50:51    |
| 9    | Stuart Hayes         | Inghilterra       | 1:50:53    |
| 10   | Hendrik de Villiers  | Sudafrica         | 1:50:53    |
| 11   | Simon Thompson       | Australia         | 1:51:15    |
| 12   | Brent McMahon        | Canada            | 1:51:50    |
| 13   | Brad Storm           | Sudafrica         | 1:52:35    |
| 14   | Marc Jenkins         | Galles            | 1:53:40    |
| 15   | Gavin Noble          | Irlanda del Nord  | 1:54:25    |
| 16   | Colin Jenkins        | Canada            | 1:56:07    |
| 17   | Brian Campbell       | Irlanda del Nord  | 1:59:34    |
| 18   | Ian Andrew le Pelley | Guernsey          | 2:03:36    |
| 19   | Timothy Rogers       | Jersey            | 2:05:25    |
| 20   | Damian Thacker       | Guernsey          | 2:05:44    |
| 21   | Alan Rowe            | Guernsey          | 2:05:53    |
| 22   | Scott Pitcher        | Jersey            | 2:06:34    |
| 23   | Paul Clements        | Jersey            | 2:06:58    |
| 24   | Marc Decaul          | Grenada           | 2:10:53    |
| 25   | Cedric Bathfield     | Mauritius         | 2:12:23    |
| 26   | Christopher Symonds  | Ghana             | 2:14:41    |
| 27   | Elliot Mason         | Antigua e Barbuda | 2:18:44    |
| 28   | Michee Bhageea       | Mauritius         | 2:19:54    |
| 29   | Stanley Ofasisili    | Isole Salomone    | 2:28:11    |
| 30   | Marcus Forau         | Isole Salomone    | 2:33:55    |
| 31   | Wilfred Tony Bosa    | Isole Salomone    | 2:36:15    |

### Élite donne
| Pos. | Nome                 | Paese             | Totale (h) |
| ---- | -------------------- | ----------------- | ---------- |
|      | Emma Snowsill        | Australia         | 1:58:02    |
|      | Samantha Warriner    | Nuova Zelanda     | 1:58:38    |
|      | Andrea Hewitt        | Nuova Zelanda     | 1:58:46    |
| 4    | Debbie Tanner        | Australia         | 1:58:46    |
| 5    | Annabel Luxford      | Australia         | 1:59:19    |
| 6    | Elizabeth Blatchford | Inghilterra       | 1:59:30    |
| 7    | Andrea Whitcombe     | Inghilterra       | 2:00:11    |
| 8    | Flora Duffy          | Bermuda           | 2:00:35    |
| 9    | Jill Savege          | Canada            | 2:00:54    |
| 10   | Julie Dibens         | Inghilterra       | 2:01:02    |
| 11   | Annaliese Heard      | Galles            | 2:02:05    |
| 12   | Suzanne Weckend      | Canada            | 2:02:18    |
| 13   | Leanda Cave          | Galles            | 2:02:28    |
| 14   | Felicity Abram       | Australia         | 2:03:24    |
| 15   | Catriona Morrison    | Scozia            | 2:04:30    |
| 16   | Kate Roberts         | Sudafrica         | 2:04:47    |
| 17   | Helen Tucker         | Galles            | 2:05:30    |
| 18   | Kerry Lang           | Scozia            | 2:06:16    |
| 19   | Gillian Kornell      | Canada            | 2:06:43    |
| 20   | Samantha Herridge    | Guernsey          | 2:08:10    |
| 21   | Heather Wilson       | Irlanda del Nord  | 2:12:46    |
| 22   | Kimbeley Fui Li Yap  | Malaysia          | 2:17:29    |
| 23   | Kelly Marie Mouttet  | Trinidad e Tobago | 2:18:47    |
| 24   | Karen Smith          | Bermuda           | 2:22:22    |